# Tiberius Hemsterhuis

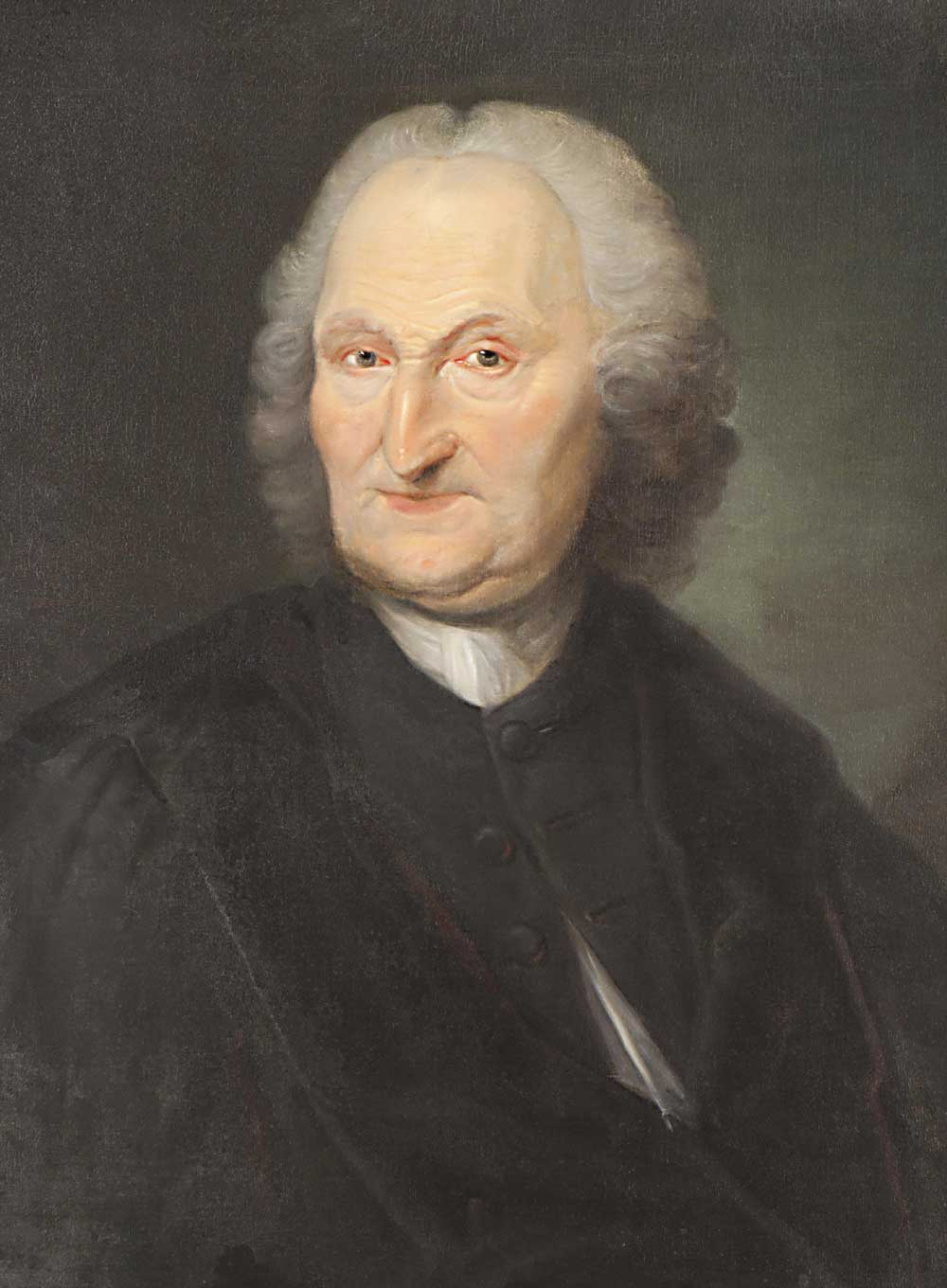
Tiberius Hemsterhuis

Tiberius Hemsterhuis (* 2. Januar 1685 in Groningen; † 7. April 1766 in Leiden) war ein bedeutender niederländischer Philologe.

## Leben
Hemsterhuis, der älteste Sohn des Mediziners Francisus Hemsterhuis (1631–1705) und dessen Frau Maria Gronwols (oder Groenewout), wurde am 8. Januar getauft. Nachdem er seine ersten Unterweisungen vom Vater erhalten hatte, besuchte er ab 1696 die Lateinschule seines Geburtsorts, wo er als Wunderkind galt. Am 25. August 1698 immatrikulierte er sich an der Universität Groningen. Hier studierte er Philosophie bei Johann I Bernoulli, griechische Sprache bei Jacques Gousset (1635–1704) und die hebräischen Altertümer und Theologie bei Johannes Braun (1628–1708). Nachdem er 1701 mit seinem Vater eine Reise durch die niederländischen Provinzen absolviert hatte, zog er nach Leiden. Hier erhielt er am 1. Februar 1702 den Auftrag, die orientalischen Handschriften der dortigen Universitätsbibliothek zu ordnen. Zudem immatrikulierte er sich am 21. September 1702 an der Universität Leiden, um vor allem die Vorlesungen zur Theologie und den orientalischen Sprachen bei Salomon van Til, Jakob Gronovius und Jacobus Perizonius zu verfolgen.
Am 20. Dezember 1704 wurde er zum Professor der Philosophie und Mathematik am Athenaeum Illustre in Amsterdam ernannt. Er erwarb am 24. Januar 1705 dafür den akademischen Grad eines Magisters oder auch damals gleichbedeutenden Doktors der Philosophie an der Universität Harderwijk. Am 26. August 1717 erhielt er einen Ruf als Professor der griechischen Sprache an die Universität Franeker. Jedoch blieb Hemsterhuis noch drei Jahre in Amsterdam, bevor er am 6. März 1720 mit seiner Antrittsrede de Graecae Linguae praestantia ex ingenio Graecorum et moribus probata (Franeker 1720) seine Professur übernahm. An der friesischen Hochschule war er in den Jahren 1723/24, 1729/30 sowie 1738/39 Rektor. Bei der Niederlegung der Rektorrate hielt die Reden Brevi quasi tabella proponam quo quis ingenio natus, quibus a natura animi dotibus instructus, colendis in humanioribus literis philologiaeque studio ornando plurimum et sibi et aliis sit profuturus (1724), de Paulo Apostolo (1730) und de Mathematum et Philosophiae studio cum Literis humanioribus coniungendis (1739).
Nachdem er 1726 auch Unterweisungen zur niederländischen Geschichte gehalten hatte, übertrug man ihm am 13. März 1738 den Titel eines Professors der niederländischen Geschichte. Am 12. September 1740 erhielt er einen Ruf als Professor der griechischen Sprache und niederländischen Geschichte an die Universität Leiden, welche Aufgabe er am 25. November desselben Jahres mit der Rede de Literarum Humaniorum studiis ad mores emendandos virtutisque cultum conferendis antrat. In Leiden war er 1747/48 ebenfalls Rektor der Alma Mater, welche Aufgabe er mit der Rede de Statu Belgii niederlegte. Aufgrund seines Alters wurde er am 1. Februar 1757 von seinen Vorlesungen der griechischen Sprache entbunden und am 18. Oktober 1765 emeritiert. Hemsterhuis war einer der bedeutendsten Humanisten des 18. Jahrhunderts. Er gab dem Studium der griechischen Sprache zuerst eine wissenschaftliche Grundlage und wurde der Stifter der holländischen Hellenistenschule, aus welcher David Ruhnken, Jakob van Lennep, Lodewijk Caspar Valckenaer u. a. hervorgingen. Obwohl er nicht viele eigene Werke veröffentlichte liegt sein Wert vor allem im Bereich der Ausbildung prägender späterer Lehrer aus seiner Schule.
Am 1. Oktober 1716 heiratete Hemsterhuis Cornelia Maria de Wilde (* 26. März 1685; † 13. April 1766), die Tochter des Numismatikers in Amsterdam Jacob de Wilde (* 14. Dezember 1645 Den Haag; † 21. März 1721 in Amsterdam) und dessen Frau Hendrina Veen (* 3. November 1658 in Amsterdam; † 11. März 1702). Letztere war die Tochter des Mediziners Egbertus Veen (* 26. Februar 1630 in Amsterdam, † 23. Oktober 1706 ebenda) und dessen erster Frau Maria Arminius († 2. November 1690 in Amsterdam), die Enkelin von Jacob Arminius. Aus der Ehe stammen die drei Söhne Jacobus Hemsterhuis (* 1717 in Franeker, † starb jung im Schiffsdienst), Frans Hemsterhuis und Tiberius (* 15. Juni 1724 in Franeker, † 1749 ebenda).

## Werke

Die Hemsterhuis und Verburg zugeschriebene Burman-Kritik, Amsterdam 1734

- Iuliu Polydeukus Onomastikon. En Bibliois Deka. 2 Bände. Wetsten, Amsterdam 1706. (Digitalisat Band 1), (Band 2)
- Lucianus, Samosatensis: Colloquia selecta et Timon. Cebetis tabula, Menandri sententiae morales. Wetsten, Amsterdam 1708. (Digitalisat der Ausg. 1732)
- Tiberii Hemsterhuis Oratio funebris in memoriam admodum venerandi ac celeberrimi viri Campegii Vitringa f.,: SS. theologiae doctoris, &, dum fuit, in illustri Frisiorum Academia professoris ordinarii, ... in templo academico habita die XXV. januarii MDCCXXIII. Halma, Franeker 1723. (Digitalisat)
- Oratio funebris in Exequiis Viri praestantiss. Et Clariss. Johannis Cunradi Rungii. Franeker 1723
- Programma voor de Lijkstatie en Redevoering, bij het overlijden van Gu il. Coetier, Eloq, et Hist. Prof den 16. Dec 1723
- Chrestomathia Petronio-Burmanniana; sive Cornu-copiæ observationum quas Petrus Burmannus congessit in Petronium Arbitrum Accessit specimen Latinitatis novæ, Romanis incognitæ, è notis Petri Burmanni ad Petronium. Amsterdam 1734 (anonym). Hemsterhuis und Isaak Verburg zugeschriebene witzige Kritik an der Petronius-Ausgabe von Pieter Burman. (Digitalisat)
- Aristophanis Plutus. Harlingen 1744. (Digitalisat)